# Bangladesz na Letnich Igrzyskach Olimpijskich 1984
Bangladesz na Letnich Igrzyskach Olimpijskich 1984 reprezentował jeden zawodnik.

## Skład kadry

### Lekkoatletyka
- Saidur Rahman Dawn
  - Bieg na 100 m (odpadł w 1 rundzie eliminacji)
  - Bieg na 200 m (odpadł w 1 rundzie eliminacji)